# Chrząstowice (powiat wadowicki)
Chrząstowice – wieś w Polsce położona w województwie małopolskim, w powiecie wadowickim, w gminie Brzeźnica.
W latach 1975–1998 miejscowość należała administracyjnie do województwa bielskiego.
Wieś leży na wysokości 220 m n.p.m., na prawym brzegu Wisły, na płn.-zach. od Brzeźnicy. Pod względem geograficznym jest to  Rów Skawiński będący częścią Bramy Krakowskiej.

## Nazwa
Nazwę miejscowości w zlatynizowanej staropolskiej formie Chrzansthowycze wymienia w latach 1470–1480 Jan Długosz w księdze Liber beneficiorum dioecesis Cracoviensis.

## Części wsi
| SIMC    | Nazwa     | Rodzaj    |
| ------- | --------- | --------- |
| 0047480 | Na Dole   | część wsi |
| 0047496 | Nowa Wieś | część wsi |
| 0047504 | W Górze   | część wsi |

## Historia
- Wzmiankowana w 1283, była zawsze wsią szlachecką.
- W roku 1813 prawie doszczętnie zniszczona przez powódź.

## Sport
Na terenie miejscowości działa klub sportowy LKS Sokół Chrząstowice założony w 1999 r. Dotychczas największym sukcesem drużyny jest awans do B klasy okręgu wadowickiego.

## Zobacz też

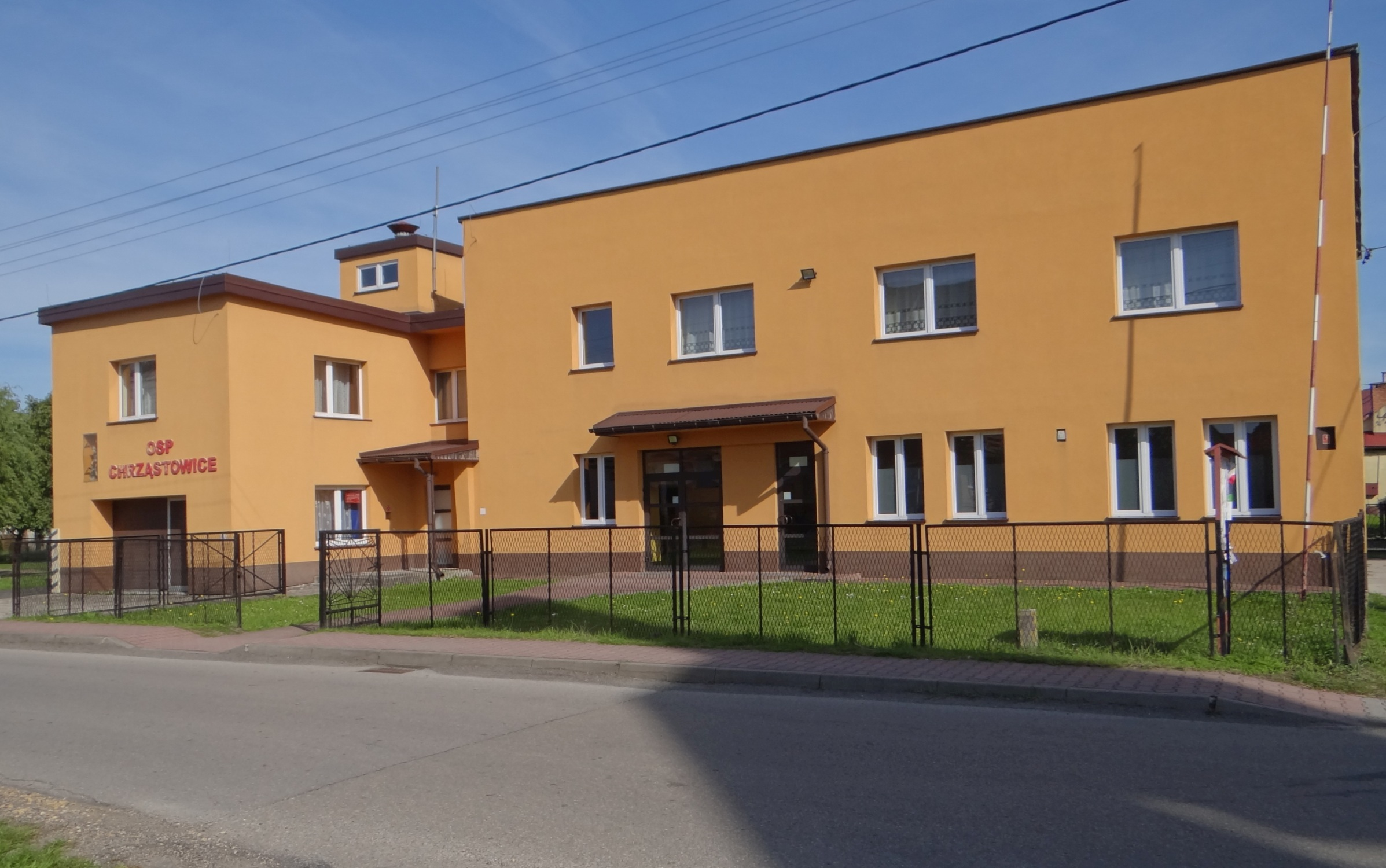
OSP Chrząstowice